# Сапата, Марио
Марио Сапата Винсес (исп. Mario Zapata Vinces, 29 апреля 1920 — ?) — перуанский шахматист.
Входил в число сильнейших шахматистов Перу 1950-х гг. Был призером национальных чемпионатов.
В 1950 г. в составе сборной Перу участвовал в шахматной олимпиаде. Выступая на 3-й доске, сыграл 15 партий (в перуанской команде не было запасного участника), из которых выиграл 4, столько же проиграл и 7 завершил вничью.
В 1959 г. участвовал в международном турнире в Лиме. В этом турнире набрал 3 очка из 13 (+1,-8,=4) и разделил 12—14 места.